# 学术酒吧
学术酒吧是中国大陆21世纪20年代兴起的一类场所，它们往往以个体形式独立经营以举办学术讲座、研讨会、新书发布会等文化、科学或艺术活动。

## 历史
酒是最古老的精神作用品，酒谈史贯穿不同文化的历史。学术酒馆的直接祖先则是17-18世纪在欧洲盛行的沙龙文化。一开始是在贵族的客厅里，哲学家、艺术家、科学家们自由讨论，啟蒙思想逐渐形成。后来学术酒谈更加普及，更多的学者、作家等开始在街边的酒吧、咖啡馆等场所高谈阔论。
20世纪有许多著名的学术酒吧，如沃森與克里克讨论出DNA双螺旋结构的老鹰酒吧。20世纪末，哲學咖啡館在法国风靡一时。
在2019冠状病毒病疫情后，“学术酒吧”这一术语在中国大陆开始流行。

## 特点

### 平等放松
不同于学院报告会，学术酒吧通常在咖啡馆、酒馆、图书馆休闲区等休闲场合举办，参与者可以边喝咖啡/酒边交流。强调自由讨论，减少等级。观众可插话，发言人和倾听者之间的权力相对平衡。

### 灵活多样
可能围绕某个议题，也可能采用自由讨论的形式。有时会结合辩论、模拟游戏等互动方式。比起论文这单一形式，给了不同领域人士以更丰富的表达媒介。

### 跨学科交流
打破旧时学院学科界限，鼓励不同领域人物碰撞思想。

### 促进合作
在欧美，许多科研合作、创新发现乃至创业项目都源于酒吧的随机对话。

## 延伸阅读
- 阿哥拉
- 沙龙
- 哲学咖啡馆
- 酒吧哲學（英语：Pub Philosophy）